# 兌換元
兌換元（だかんげん）は中華人民共和国政府が外貨を管理するために1979年に導入され、1980年4月1日から流通し、1995年1月1日に廃止された紙幣（外貨兌換券）。外国為替専門銀行であった中国銀行が発行し、外国人が観光や商用で外貨を両替すると渡された。表題には「外汇兑换券」と書かれていた。

## 概要
当時の中国では、一般人民が使用する人民幣 (RMB) とは別に、この外貨兌換券 (FEC＝Foreign Exchange Certificate) が流通していた。外貨兌換券と人民幣の額面価値は等価であったが、外貨に両替可能なことや、人民幣では買えない外国製品が買えることなどから外貨兌換券に中国人の人気が集まり、人民幣との闇両替が横行した。闇両替のレートは、FEC1元＝RMB1.5元 - 1.8元程だった。
券種は1角、5角、1元、5元、10元、50元、100元の7種類があり、表には万里の長城などの中国国内の観光地が描かれており、裏面には中国語と英語で使用上の注意が書かれていた。そのため、表だけが通常の紙幣のような様式をしていた。1993年の中国共産党第14期中央委員会第3回総会において人民幣と外貨との兌換を段階的に可能とする方針が定められた。これにより外貨兌換券は新規発行がされなくなり、1995年1月1日に流通も停止され廃止された。人民幣は、外貨に両替することも可能になった。ただし、再両替は6,000元までに制限され、両替の時に発行された両替証書が必要になる。ただし、両替証書があっても人民元に交換してから半年以内までしか再両替できず、金額も両替した外貨の半額相当までである。